# (3405) Daiwensai
(3405) Daiwensai est un astéroïde de la ceinture principale.

## Description
(3405) Daiwensai est un astéroïde de la ceinture principale. Il fut découvert le 30 octobre 1964 à Nanking par l'observatoire de la Montagne Pourpre. Il présente une orbite caractérisée par un demi-grand axe de 2,61 UA, une excentricité de 0,12 et une inclinaison de 13,2° par rapport à l'écliptique.

## Compléments